# (28287) Osmanov
(28287) Osmanov est un astéroïde de la ceinture principale d'astéroïdes.

## Description
(28287) Osmanov est un astéroïde de la ceinture principale d'astéroïdes. Il fut découvert le 10 février 1999 à Socorro (Nouveau-Mexique) par le projet LINEAR. Il présente une orbite caractérisée par un demi-grand axe de 2,89 UA, une excentricité de 0,07 et une inclinaison de 1,9° par rapport à l'écliptique.

## Compléments